# Kek Yzerdraat
Alberta (Kek) Blaauw-Yzerdraat (Velsen, 12 mei 1919 - Beverwijk, 12 maart 2008) was een koerierster voor het verzet in Alkmaar tijdens de Tweede Wereldoorlog.
Op 22 mei 1944 liep zij in de val met twee revolvers in haar bezit. Zij was samen met twee Limburgse KP’ers, Jacobus Frencken en Albertus Reulen, die beiden gefusilleerd zijn. Kek Yzerdraat werd naar Kamp Vught en later naar Ravensbrück gedeporteerd. In oktober 1944 werd ze naar Dachau gestuurd, waar ze in het Agfacommando te werk werd gesteld. Tot de staking van 12 januari 1945 werkte ze daar als Kapo of Blockälteste. Op 30 april 1945 werd zij bij Wolfratshausen door de Amerikanen bevrijd.